# Pyrrhocoridae
I Pirrocoridi (Pyrrhocoridae Fieber, 1860) sono una famiglia di insetti dell'ordine Rhynchota Heteroptera, superfamiglia dei Pyrrhocoroidea. Cosmopolita, comprende oltre 400 specie.

## Descrizione
Sono insetti di medie o grandi dimensioni, con corpo lungo anche fino a 3 cm in alcune specie. Caratteristiche comuni sono il profilo ovoidale-oblungo del corpo e la livrea ornata da colorazioni aposematiche, con disegni a contrasti di colore fra rosso, giallo, nero, bianco.
Il capo è relativamente piccolo, di forma triangolare, privo di ocelli e con antenne di 4 segmenti. Il rostro è particolarmente lungo e spesso arriva alla base dell'addome.
Il pronoto è di forma trapezoidale, espanso e appiattito ai margini, e il mesoscutello è triangola. Pronoto, scutello ed emielitre sono talvolta evidenziati da ornamenti aposematici. Sono presenti anche forme brachittere, spesso coesistenti nella stessa specie (polimorfismo alare); quando è presente, la membrana è innervata da una fitta venatura, con un numero variabile di cellule basali.
L'addome è provvisto di tricobotri, in numero variabile, negli uriti II-VII.

## Biologia

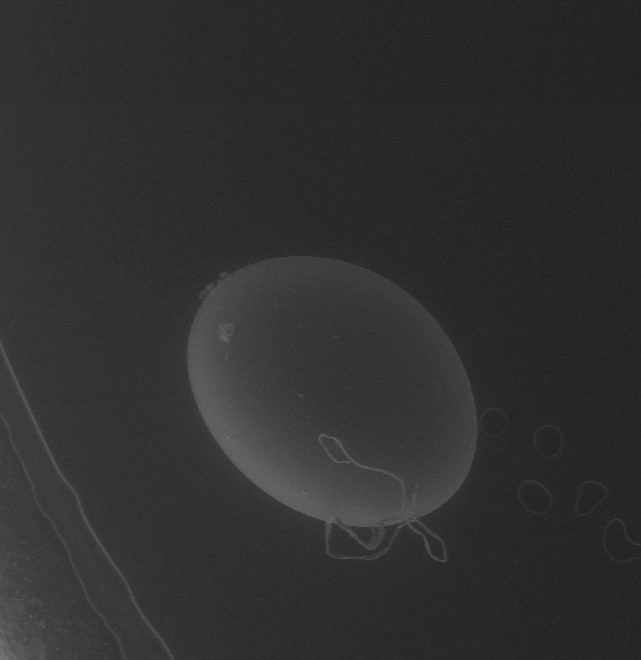
Uovo di Pyrrhocoridae al microscopio

I Pirrocoridi sono insetti sostanzialmente fitofagi, ma spesso vi si riscontra una spiccata polifagia al punto che diverse specie si comportano, più o meno occasionalmente, come zoofaghe e predatrici. La carnivoria si manifesta spesso anche con il cannibalismo. Tale comportamento è stato riscontrato anche nella specie nostrana Pyrrhocoris apterus.
La dieta vegetariana si manifesta a spese di semi e frutti, prevalentemente di modesto sviluppo. Vi sono tuttavia specie terricole, che si nutrono a spese di semi maturi caduti sul terreno. Fra le piante più frequentemente associate ai Pirrocoridi si citano le Malvaceae. Di particolare importanza, nelle regioni tropicali, sono diverse specie del genere Dysdercus, che attaccano il cotone e che occasionalmente sono vettori di Funghi fitopatogeni.
È frequente l'istinto gregario, per cui molte specie possono formare numerosi assembramenti comprendenti individui di varie età. Un aspetto interessante è che, in alcune specie africane, le colonie sono così numerose da ospitare anche Reduvidi predatori che si mescolano ai Pirrocoridi sfruttando il mimetismo fanerico.

## Distribuzione

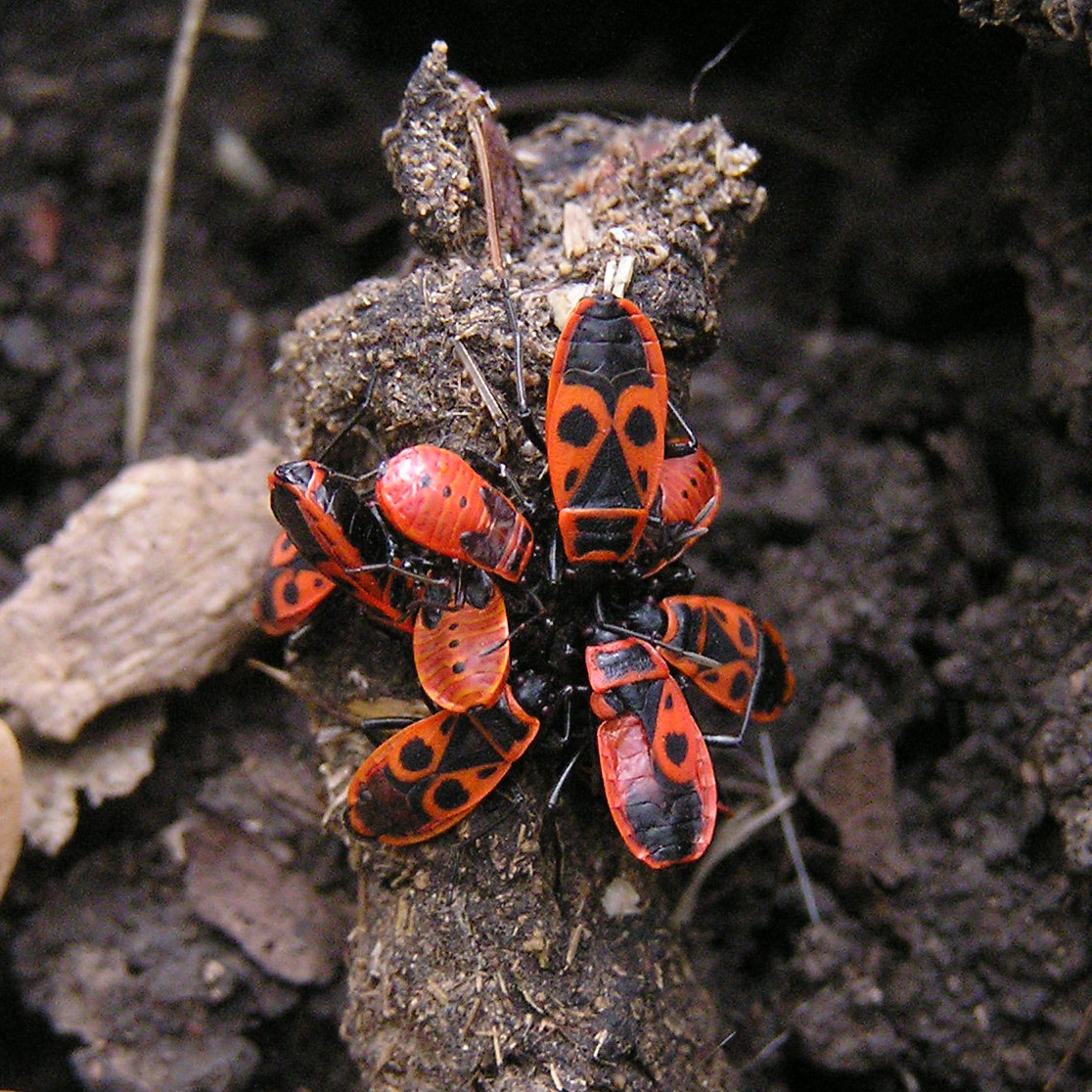
Assembramento di ninfe e adulti di Pyrrhocoris apterus.

La famiglia è cosmopolita, ma il maggior numero di specie si concentra nelle regioni tropicali e subtropicali. Va tuttavia specificato che alcune specie nelle regioni temperate sono piuttosto comuni. In Italia è comunissimo il Pyrrhocoris apterus.

## Sistematica
La sistematica dei Pirrocoridi è controversa per quanto concerne il posizionamento della famiglia e la suddivisione interna. Fin dalla sua descrizione (AMYOT & SERVILLE, 1843), il raggruppamento fu inquadrato al rango di famiglia, mentre in merito alla sua posizione sono state proposte e sussistono tuttora tesi principali:
- inquadramento nella superfamiglia Pyrrhocoroidea.
- inquadramento nella superfamiglia Lygaeoidea. È l'orientamento meno diffuso ma ancora adottato in alcune fonti, più o meno recenti[5][6].

In merito alla suddivisione interna, va specificato che la divergenza più rilevante riguarda la posizione dei Largidae. La posizione di STÅL (1870), che includeva i Largidae nei Pyrrhocoridae al rango di sottofamiglia (Larginae sensu Stål) fu largamente condivisa, ma l'orientamento più diffuso recentemente è quello di separare i due raggruppamenti in famiglie distinte. Incerta e controversa è anche la suddivisione in sottofamiglie e tribù, per cui diverse fonti non adottano suddivisioni soprageneriche.
Le oltre 400 specie si distribuiscono in circa 65 generi. In Europa sono presenti i generi Pyrrhocoris e Scandius.